# Acer molle
Acer molle é uma espécie de árvore do gênero Acer, pertencente à família Aceraceae.